# Шіофок (футбольний клуб)
«Шіофок» (угор. BFC Siófok) — професіональний угорський футбольний клуб з однойменного міста.

## Хронологія назв
- 1921–56: Шіофок СЕ
- 1956–98: Шіофок Баняш СК
- 1998–99: Шіофок ФК
- 1999: Балатон-ТВ-Шіофок ФК
- 1999-03: Шіофок ФК
- 2003–04: Балатон ФК
- 2004–05: Шіофок Баняш СЕ
- 2005–06: Бодайк ФК Шіофок
- 2006–: БФК Шіофок

## Історія
Клуб був заснований влітку 1921 року під назвою ФК «Шіофок». У 1956 році змінив свою назву на ФУ «Шіофок Баняш». До 2000 року клубними кольорами були червоний та чорний; потім жовтий, блакитний та зелений; на даний час клубними кольорами є жовтий та блакитний, але на логотипі клубу до сих пір присутній ще й зелений колір. У 1967 році під керівництвом Дюли Паппа «городяни» вперше вийшли до другого дивізіону чемпіонату Угорщинию.
Найуспішнішим період в історії клубу розпочинається з 1982 року, коли «Шіофок» двічі посідав 4-те місце в другому дивізіоні чемпіонату Угорщини, а також двічі був володарем кубку Угорської Народної Республіки. У домашньому матчі 1/4 фіналу «городяни» перемогли «Ференцварош» з рахунком 4:2. У півфіналі «Шіофок» переміг «Татабанью» з рахунком 1:0, в складі останніх в той час виступав Йожеф Кіпріц. 9 липня 1984 року в Секешфехерварі відбувся фінальний поєдинок, в якому представник другого дивізіону угорського чемпіонату «Шіофок» на очах 17 000 уболівальників переміг вищоліговий ЕТО «Раба» з рахунком 2:1. Проте в Кубку володарів кубків з рахунком 1:3 поступився грецькій «Ларисі».
У 1985 році команда з Шіофока вийшла до Вищого дивізіону угорського чемпіонату, випередивши Вац, велика заслуга в цьому успіху була Міклаша Шоке. 10 жовтня 1985 року «Шіофок» в домашньому поєдинку проти «Баняша» з Чепеля, на якому були присутні 8 000 уболівальників, здобув першу перемогу у Вищому дивізіоні.
На першому Чемпіонат світу з футзалу у 1989 році, який проходив у Нідерландах, також виступало 5 гравців «Шіофока», а саме: Міхалі Боростян, Дьорджі Фраппан, Шандор Олайгош, Ласло Куйрико та Ласло Шаданьї, які відзначилися на турнірі 7-а голами.
Протягом наступних років команда виступала у Вищому дивізіоні, протягом яких займала 12-13-і місця. Цікавим є й той факт, що вперше в сезоні 1987/88 років та вдруге в сезоні 2007/08 років — з перервою в 20 років — «Шіофок» мав принципове протистояння з «Капошваром» у НБ I, в якому вдома зумів перемогти більш іменитого суперника, а на виїзді зіграти внічию. У сезоні 1989/90 років «городяни» фінішували на 7-му місці в національному чемпіонаті, а в 1992 році продемонстрували свій найкращий результат у цьому турнірі, посівши високе 4-е місце. Під керівництвом Ласло Пуштай наступного сезону команда фінішувала на 8-му місці, а в 1994 році команда посіла 14-е місце та вилетіла з Вищого дивізіону, того сезону «Шіофок» під керівництвом Пуштаї здобув 9 перемог та зіграв 4 матчі внічию.
У сезоні 1994/95 років фінішували на 3-му місці в Другому дивізіоні угорського чемпіонату, але такий результата не дозволив команді повернутися до еліти угорського футболу. Проте вже наступного сезону «Шіофок» виграє Другий дивізіон та повертається до Вищого дивізіону. Протягом наступних двох років команда щоразу фінішувала на 12-му місці. Після цього клубу було реорганізовано та перейменовано на ФК «Шіофок» (проте вже незабаром виступав під назвою «Балатон-ТВ-Шіофок»), окрім цього змінилися й клубні кольори, тепер команда використувавала жовтий, блакитний та зелений, які також присутні й на символіці міста Шіофок. У сезонах 1998/99 та 1999/00 років городяни завершували чемпіонат на підсумковому 15-му місці.
У 2001 році у клубу з'явився новий спонсор, який ініціював запрошення на тренерський місток «Шіофока» Яноша Чанка. Янош зумів вивести команду до еліти угорського футболу, де «городяни» одразу після свого повернення фініували на високому 5-му місці. Проте вже незабаром спонсор відмовився від фінансування клубу, натомість фінансувати клуб розпочав Іштван Куті, власник Balaton Reklám та Média Kft, який одразу ж перейменував команду в ФК «Балатон». Проте більшість гравців та тренерського штабу продовжували залишатися у невизначеному складі й лише за декілька тижнів до початку чемпіонату новим головним тренером було призначено Аурела Чистоя. Команда виступала стабільно, але за чотири тури до завершення чемпіонату власник команди через фінансові проблеми змушений був переїхати до Діосдьюра. Доросла команда «Шіофока» тимчасово призупинила своє існування. Проте міська влада продовжувала матеріально підтримувати клуб, й незабаром він відродився, але вже під назвою «Баняш».
З новим власником клубу Ференцом Немешем у 2005 році «Баняш Шіофок» об'єднався з «Бодайком», який напередодні цього підвищився в класі. Новий клуб отримав назву БФК «Шіофок» та одразу ж стартував у Другому дивізіоні чемпіонату Угорщини. Кістяк нової команди склали в основному гравці «Бодайка» та випускники Академії Шандора Карая. У своєму дебютному сезоні новостворена команда була середняком чемпіонату, а вже наступного сезону разом з «Ботошем Анталем» стала переможцем групи НБ II. Потім відіграла декілька сезонів у Вищому дивізіоні угорського чемпіонату. У 2009 році команда вилетіла з Вищого дивізіону, а Ференц Немеш залишив посаду президента клубу. На даний час головним спонсором команди є Кароль Горват, який одночасно з цим займає в клубі посади технічного та виконавчого директора. Під час зимової перерви сезону 2009/10 років команда відставала на 8 очок від «Дьїрмота». Проте до кінця сезону «Шіофоку» вдалося наздогнати суперника та випередити його на 1 очоко, завдяки чому команда здобула путівку до Вищого дивізіону.

## Досягнення
- Чемпіонат Угорщини
  - 4-те місце (1): 1991/92, 2003/04

- Кубок Угорщини
  -  Володар (1): 1983/84

- Другий дивізіон чемпіонату Угорщини
  -  Чемпіон (2): 1995/96, 2006/07 (група «Захід»)
  -  Бронзовий призер (1): 1994/95

- Чемпіонат Угорщини/B
  -  Срібний призер (1): 2000/01

## Статистика виступів

### Національний чемпіонат
| Сезон   | Дивізіон | Місце | Кубок Угорщини |
| ------- | -------- | ----- | -------------- |
| 1985–86 | 1ª       | 14-е  |                |
| 1986–87 | 1ª       | 13-е  |                |
| 1987–88 | 1ª       | 12-е  |                |
| 1988–89 | 1ª       | 12th  |                |
| 1989–90 | 1ª       | 7-е   |                |
| 1990–91 | 1ª       | 7-е   |                |
| 1991–92 | 1ª       | 4-е   |                |
| 1992–93 | 1ª       | 8-е   | 1/16 фіналу    |
| 1993–94 | 1ª       | 13-е  | 1/2 фіналу     |
| 1994–95 | 2ª       | 3-є   | —              |
| 1995–96 | 2ª       | 1-е   | —              |
| 1996–97 | 1ª       | 12-е  | 1/16 фіналу    |
| 1997–98 | 1ª       | 12-е  | 1/4 фіналу     |

| Сезон   | Дивізіон | Місце | Кубок Угорщини |
| ------- | -------- | ----- | -------------- |
| 1998–99 | 1ª       | 15-е  | 1/16 фіналу    |
| 1999–00 | 1ª       | 15-е  | 1/8 фіналу     |
| 2000–01 | 2ª       | 8-е   | 1/8 фіналу     |
| 2001–02 | 2ª       | 1-е   | 1/8 фіналу     |
| 2002–03 | 1ª       | 5-е   | 1/4 фіналу     |
| 2003–04 | 1ª       | 4-е   | 1/16 фіналу    |
| 2004–05 | 2ª       | 9-е   | 1/4 фіналу     |
| 2005–06 | 2ª       | 7-е   | 2-й раунд      |
| 2006–07 | 2ª       | 1-е   | 3-й раунд      |
| 2007–08 | 1ª       | 14-е  | —              |
| 2008–09 | 1ª       | 15-е  | 1/2 фіналу     |
| 2009–10 | 2ª       | 1-е   | 3-й раунд      |
| 2010–11 | 1ª       | 14-е  | 1/4 фіналу     |

#### У вищому дивізіоні
| Рік     | Іг  | В   | Н   | П   | ЗМ-ПМ   | Різ. | О   | Місце                 |
| ------- | --- | --- | --- | --- | ------- | ---- | --- | --------------------- |
| 1985–86 | 30  | 8   | 8   | 14  | 28–46   | −18  | 24  | 14-е місце            |
| 1986–87 | 30  | 9   | 9   | 12  | 36–41   | −5   | 27  | 13-е місце            |
| 1987–88 | 30  | 9   | 9   | 12  | 39–50   | −11  | 27  | 12-е місце            |
| 1988–89 | 30  | 8   | 4/6 | 12  | 34–41   | −7   | 38  | 12-е місце            |
| 1989–90 | 30  | 10  | 9   | 11  | 31–34   | −3   | 39  | 7-е місце             |
| 1990–91 | 30  | 10  | 11  | 9   | 25–28   | −3   | 31  | 7-е місце             |
| 1991–92 | 30  | 15  | 6   | 9   | 46–34   | +12  | 36  | 4-е місце             |
| 1992–93 | 30  | 11  | 7   | 12  | 36–39   | −3   | 29  | 8-е місце             |
| 1993–94 | 30  | 6   | 10  | 14  | 33–49   | −16  | 22  | 14-е місце: вибування |
| 1996–97 | 34  | 10  | 10  | 14  | 36–53   | −17  | 40  | 12-е місце            |
| 1997–98 | 34  | 11  | 8   | 15  | 38–43   | −5   | 41  | 12-е місце            |
| 1998–99 | 34  | 7   | 9   | 18  | 32–49   | −17  | 30  | 15-е місце            |
| 1999–00 | 32  | 7   | 7   | 18  | 26–51   | −25  | 25  | 15-е місце: Вибування |
| 2002–03 | 32  | 12  | 11  | 9   | 45–43   | +2   | 47  | 5-е місце             |
| 2003–04 | 32  | 14  | 8   | 10  | 34–24   | +10  | 50  | 4-е місце             |
| 2007–08 | 30  | 6   | 9   | 15  | 33–46   | −13  | 27  | 14-е місце            |
| 2008–09 | 30  | 8   | 2   | 20  | 30–56   | −26  | 26  | 15-е місце: Вибування |
| 2010–11 | 30  | 8   | 10  | 12  | 29–41   | −12  | 34  | 14-е місце            |
| ЗАГАЛОМ | 558 | 169 | 153 | 236 | 611–768 | -157 | 593 |                       |

### У єврокубках

#### Кубок володарів кубків УЄФА
| Сезон   | Змагання                    | Раунд     | Країна | Клуб   | Вдома | На виїзді | Загалом |
| ------- | --------------------------- | --------- | ------ | ------ | ----- | --------- | ------- |
| 1984–85 | Кубок володарів кубків УЄФА | 1-й раунд | Греція | Лариса | 1–1   | 0–2       | 1–3     |

#### Кубок Інтертото
| Сезон | Змагання        | Раунд   | Кр.            | Клуб              | Вдома | На виїзді |
| ----- | --------------- | ------- | -------------- | ----------------- | ----- | --------- |
| 1986  | Кубок Інтертото | Група 9 | Польща         | Лех (Познань)     | 0–0   | 1–4       |
| 1986  | Кубок Інтертото | Група 9 | Австрія        | Лінцер АСК        | 0–0   | 1–1       |
| 1986  | Кубок Інтертото | Група 9 | Данія          | Оденсе            | 0–2   | 4–5       |
| 1989  | Кубок Інтертото | Група 7 | Швеція         | Еребру            | 1–3   | 2–1       |
| 1989  | Кубок Інтертото | Група 7 | Чехословаччина | Славія (Прага)    | 2–1   | 1–4       |
| 1989  | Кубок Інтертото | Група 7 | Швейцарія      | Веттінген         | 0–3   | 1–3       |
| 1990  | Кубок Інтертото | Група 3 | Польща         | Лех (Познань)     | 0–2   | 1–3       |
| 1990  | Кубок Інтертото | Група 3 | Ізраїль        | Маккабі (Хайфа)   | 0–0   | 0–3       |
| 1990  | Кубок Інтертото | Група 3 | Ізраїль        | Бней-Єгуда        | 3–1   | 1–0       |
| 1991  | Кубок Інтертото | Група 6 | Швейцарія      | Грассгоппер       | 1–1   | 0–1       |
| 1991  | Кубок Інтертото | Група 6 | Данія          | БК Фрем           | 3–3   | 1–4       |
| 1991  | Кубок Інтертото | Група 6 | Югославія      | Олімпія (Любляна) | x-x   | x-x       |
| 1992  | Кубок Інтертото | Група 2 | Чехія          | Спарта (Прага)    | 1–1   | 1–2       |
| 1992  | Кубок Інтертото | Група 2 | Австрія        | Форвертс (Штайр)  | 2–2   | 1–3       |
| 1992  | Кубок Інтертото | Група 2 | Швейцарія      | Лозанна-Спорт     | 1–0   | 1–0       |

## Відомі гравці
| - Юсуф Даїч - Гонма Казуо - Александар Баєвський - Стеффен Менце - Генрі Ісаак - Александру Сучю - Йон Адріан Заре - Золтан Ачель - Ласло Беленьєші - Імре Біро - Михалай Бода - Михалай Боростян - Золтан Боді - Йожеф Дуро | - Каролій Ерош - Пал Фішер - Імре Фодор - Дьйоргі Фреппан - Золтан Фульоп - Йожеф Грегор - Янош Дьйорі - Дьйоргі Гандель - Жолт Гарашті - Ласло І. Горват - Каролій Янчика - Аттіла Каман - Акош Коллер - Йожеф Ковач | - Ласло Ковач - Аттіла Крістон - Аттіла Куттор - Ференц Лакатош - Янош Марощан - Аттіла Марі - Жолт Маріаши - Норберт Мешарош - Шандор Олайош - Каролій Пардаві - Криштіан Пешт - Жолт Поша - Ласло Кувріко - Ілієш Сітку | - Йожеф Сомог'ї - Томас Совунмі - Янош Сабо - Йожеф Сабо - Міклош Сайч - Золтан Такач - Кріштіан Тімар - Ласло Тебер - Бела Віраг - Залан Зомборі - Ласло Саданьї |

## Відомі тренери
- Едуард Геєр (1991–1992)
- Ласло Борбелий (1999)
- Балінт Тот (2000–2001)
- Янош Чанк (2001–2003)
- Аурел Честой (2003–2004)
- Габор Гартяний (2005)
- Антал Ботош (2006–2007)
- Барнабаш Торньї (2007–2008)
- Альдо Дольчетті (2008)
- Лайош Детарі (2008)
- Золтан Ачель (2009)
- Каролій Горват (2010)
- Іштван Михалеч (2010–2012)
- Каролій Горват (2012–2014)
- Андраш Ласло (2014)
- Імре Сус (2015)
- Горан Копунович (2015–2017)
- Ласло Дістль (2017)
- Аттіла Варга (2017–)